# Enlil
Enlil,  sau này được gọi là Elil, là một vị thần Lưỡng Hà cổ đại gắn liền với gió, không khí, đất và bão. Ban đầu ông được suy tôn là vị thần tối cao của Sumer, và sau đó được thờ phụng bởi người Akkad, Babylon, Assyria và Hurri tôn thờ. Đền thờ chính của Enlil là đền Ekur ở thành phố Nippur, nơi được coi là do chính ông Enlil xây dựng và là "dây neo" giữa trời và đất. Ông đôi khi cũng được gọi là Nunamnir trong các văn bản Sumer. Theo một bài ca tụng của người Sumer, bản thân Enlil thần thánh đến nỗi ngay cả các vị thần khác cũng không thể nhìn thẳng vào ông. Enlil trở thành vị thần chính trong thế kỷ 24 trước Công nguyên cùng với sự trỗi dậy của thành Nippur. Giáo phái của ông suy tàn sau khi thành Nippur bị người Elam cướp phá vào năm 1230 trước Công nguyên và cuối cùng ông dần dần bị thay thế bởi quốc thần của Babylon Marduk. Vị thần Bel của Babylon là hợp nhất của Entil, Marduk và Dumuzid Mục đồng.
Enlil đóng một vai trò quan trọng trong huyền thoại sáng tạo Sumer; ông tách An (trời) khỏi Ki (đất). Trong huyền thoại lũ lụt Sumer, Enlil ban cho Ziusudra cuộc sống vĩnh cửu vì đã sống sót sau trận lụt và trong huyền thoại lũ lụt Babylon, Enlil là người gây ra lũ lụt vì loài người ồn ào khiến không không thể ngủ được. Truyền thuyết về Enlil và Ninlil kể những lần Enlil quyến rũ nữ thần Ninil trong các hình dạng khác nhau, dẫn đến sự ra đời của thần mặt trăng Nanna và các vị thần địa ngục Nergal, Ninazu và Enbilulu. Enlil được coi là người phát minh ra cái cuốc và thần bảo trợ của nông nghiệp. Enlil cũng đóng vai trò quan trọng trong một số huyền thoại liên quan đến con trai ông Ninurta, bao gồm Anzû và Phiến đá Định mệnh và Lugale.

## Từ nguyên
Tên của Enlil xuất phát từ tiếng Sumer cổ đại EN, có nghĩa là "chúa tể" và LÍL có nghĩa là "gió".   Do đó, tên của ông được dịch theo nghĩa đen là "Chúa Gió".  Tên của Enlil không phải là một cấu trúc thuộc cách,  chỉ ra rằng Enlil được xem là sự nhân cách hóa của gió chứ không chỉ đơn thuần là nguyên nhân tạo ra gió.

## Thần thoại

### Thần thoại gốc
Nguồn chính về huyền thoại sáng tạo của người Sumer là phần mở đầu của Sử thi Gilgamesh (ETCSL 1.8.1.4),  mô tả ngắn gọn quá trình sáng tạo: ban đầu, chỉ có Nammu, biển nguyên sinh. Sau đó, Nammu sinh ra An - trời và Ki - đất. An và Ki giao phối với nhau, sinh ra Enlil. Enlil tách An khỏi Ki và lấy mặt đất làm lãnh địa của mình, còn An thì lấy bầu trời.
Enlill và Ninlil (ETCSL 1.2.1) là một bài thơ Sumer 152 dòng gần như hoàn chỉnh kể về câu chuyện giữa Enlil và nữ thần Ninlil.  Đầu tiên, mẹ của Ninlil, Nunbarshegunu bảo Ninlil đi tắm dưới sông. Enlil quyến rũ bà, khiến bà sinh ra thần mặt trăng Nanna, nên bị đày xuống địa ngục Kur. Ninlil đi theo Enlil xuống Địa ngục và gặp ông ta mạo danh thành "người canh cổng. Ninlil hỏi chỗ của Enlil, nhưng ông không trả lời. Enlil mạo danh người canh cổng quyến rũ Ninlil, sinh ra thần chết Nergal. Kịch bản tương tự lặp lại, tương ứng, Enlil mạo danh "Dòng sông Âm phủ nuốt chửng con người", sinh ra thần Ninazu; và "Người chèo thuyền", sinh ra Enbilulu, "Người đào kênh".

### Huyền thoại sáng thế
Trong Enûma Eliš tiếng Babylon, Abzu và Tiamat sáng tạo ra vũ trụ. Sau sáu thế hệ thần thánh, ở thế hệ thứ bảy, (Tiếng Akkad: "shapattu" hoặc sabath), các vị thần Igigi trẻ, các con trai và con gái của Enlil và Ninlil, muốn chống lại Abzu. Abzu, vị thần của nước ngọt, đe dọa hủy diệt thế giới khiến các vị thần lo sợ. Enki dùng bùa chú khiến Abzu chìm vào giấc ngủ, nhốt ông ta trong các kênh tưới tiêu và đặt ông ta ở địa ngục Kur, bên dưới thành Eridu.
Nhưng vũ trụ vẫn bị đe dọa, khi Tiamat nổi giận và quyết định tự mình thu hồi lại sự sáng tạo. Các vị thần kinh hoàng và đi tìm sự giúp đỡ. Enlil hứa sẽ ra mặt nếu họ tôn ông làm vua của các vị thần. Trong truyền thuyết Babylon sau này, vai trò của Enlil được chuyển sang cho Marduk, con trai của Enki, và trong phiên bản Assyria là Asshur. Sau khi xẻ Tiamat ra bằng "mũi tên gió", Enlil lấy xương sườn của bà dựng nên vòm trời và kéo cái đuôi thành Dải Ngân hà, nước mắt của bà chảy ra thành sông Tigris và Euphrates.

### Huyền thoại lũ lụt
Trong phiên bản Sumer của huyền thoại lũ lụt (ETCSL 1.7.4), nguyên nhân của trận lụt vẫn chưa được biết do phần đầu của phiến đất sét mô tả câu chuyện đã bị phá hủy. Một phàm nhân tên là Ziusudra đã sống sót, có thể là nhờ sự trợ giúp của Enki. Enlil ban cho Ziusudra sự bất tử. Phần còn lại của câu chuyện đã bị mất.
Trong huyền thoại Atrahasis sau này, Enlil cảm thấy phiền toái vì sự ồn ào của loài người nên muốn xóa xổ họ. Ông liên tiếp gieo xuống hạn hán, nạn đói và bệnh dịch để tận diệt nhân loại, nhưng bị Enki cản trở bằng cách báo trước cho Atrahasis. Enlil tức tối triệu tập các vị thần lại và bắt họ phải hứa sẽ giữ kín kế hoạch diệt chủng của ông. Enki bí mật thông qua một bức tường sậy hướng dẫn Atrahasis đóng một chiếc thuyền để giải cứu gia đình và các sinh vật khác khỏi thảm họa sắp tới. Sau cuộc trốn chạy kéo dài bảy ngày, người anh hùng và nhiều sinh vật sống sót, họ hiến tế để xoa dịu các vị thần. Enlil tức giận vì ý định của mình lại một lần nữa bị cản trở và buộc tội Enki. Enki giải thích rằng thật không công bằng khi trừng phạt những kẻ vô tội, và các vị thần đề ra các biện pháp để đảm bảo rằng nhân loại không trở nên quá đông đúc trong tương lai. Đây là một trong những huyền thoại lũ lụt lâu đời nhất còn sót lại ở Trung Đông.
Trong phiên bản Akkad sau này được ghi lại trong Sử thi Gilgamesh, người anh hùng sống sót là Utnapishtim.  Trận lụt kéo dài trong bảy ngày; khi nó kết thúc, Ishtar than khóc về sự hủy diệt của loài người và hứa với Utnapishtim rằng sẽ không bao giờ để Enlil gây ra lũ lụt nữa. Enlil phẫn nộ khi thấy Utnapishtim và gia đình đã sống sót nhưng con trai ông Ninurta đã lên tiếng bênh vực loài người. Enlil sau khi đã được xoa dịu, ban cho Utnapishtim sự bất tử như một phần thưởng cho lòng tôn kính đối các vị thần.

### Vua của các vị thần
Một bài thơ 108 dòng gần như hoàn chỉnh từ Thời kỳ triều đại đầu tiên (k. 2900 - 2350 trước Công nguyên) mô tả việc Enlil phát minh ra cái cuốc,   một công cụ chính dùng để hái, đào, chặt của người Sumer.  Trong bài thơ, Enlil tạo ra cái cuốc và ban cho nó công dụng. Cái cuốc đẹp tuyệt vời; làm bằng vàng nguyên chất và có đầu chạm khắc từ lưu ly. Enlil ban công cụ cho con người để xây dựng các thành phố, khuất phục nô lệ,  và nhổ cỏ dại. Enlil được cho là hỗ trợ cho việc trồng trọt.
Bài thơ Sumer Enlil chọn Thần trồng lúa (ETCSL 5.3.3) kể về việc Enlil tạo ra hai vị thần Emesh và Enten, một người chăn cừu và một người trồng lúa, hy vọng "tạo ra no đủ và thịnh vượng". Hai vị thần tranh cãi và Emesh đòi dành lấy vị trí của Enten. Họ nhờ Enlil phán xử, cuối cùng ông về phía của Enten;  hai vị thần vui mừng và hòa giải.

### Thần thoại Ninurta
Trong bài thơ Sumer Lugale (ETCSL 1.6.2), Enlil đưa ra lời khuyên cho con trai mình, thần Ninurta, về cách tiêu diệt quỷ Asag. Lời khuyên này được chuyển đến Ninurta bằng cách qua cây gậy thần Sharur.
Trong truyền thuyết Anzû và Phiến đá định mệnh ở thời Cổ, Trung và Cuối Babylon, Anzû, một quái vật chim khổng lồ  đã phản bội Enlil và đánh cắp Phiến đá Định mệnh,  phiến đất sét thiêng liêng thuộc trao quyền năng cho Enlil,  trong khi ông đang chuẩn bị đi tắm. Các dòng sông trở nên khô cạn và các vị thần mất hết quyền phép. Các vị thần cử Adad, Gerra và Shara đến đấu với Anzû,  nhưng tất cả đều thất bại. Cuối cùng, Ea đề xuất rằng các vị thần nên cử đi Ninurta, con trai của Enlil. Ninurta đánh bại Anzû và mang Phiến đá Định mệnh về cho cha mình. Như một phần thưởng, Ninurta được ban cho ghế ngồi danh dự trong hội đồng của các vị thần.

## Dẫn nguồn

### Trích dẫn
1. 1 2 3  Halloran 2006.
2. 1 2  Holland 2009, tr. 114.
3. 1 2 3  Nemet-Nejat 1998, tr. 182.
4. ↑  Coleman & Davidson 2015, tr. 108.
5. ↑  Kramer 1983, tr. 115–121.
6. 1 2  van der Toorn, Becking & Willem 1999, tr. 356.
7. ↑  Kramer 1961, tr. 30–33.
8. 1 2 3  Kramer 1961, tr. 37–40.
9. ↑  Kramer 1961, tr. 37–41.
10. ↑  Kramer 1961, tr. 43.
11. 1 2  Jacobsen 1946, tr. 128–152.
12. ↑  Kramer 1961, tr. 44.
13. 1 2  Kramer 1961, tr. 44–45.
14. ↑  Kramer 1961, tr. 45.
15. ↑  Kramer 1961, tr. 46.
16. ↑  Black, Cunningham & Robson 2006, tr. 106.
17. ↑  Kramer 1961, tr. 97.
18. ↑  Kramer 1961, tr. 97–98.
19. ↑  Kramer 1961, tr. 98.
20. ↑  Dalley 1989, tr. 109–110.
21. ↑  Dalley 1989, tr. 110–111.
22. ↑  Dalley 1989, tr. 114–115.
23. ↑  Dalley 1989, tr. 115.
24. ↑  Dalley 1989, tr. 115–116.
25. ↑  Dalley 1989, tr. 116.
26. ↑  Kramer 1961, tr. 51–53.
27. 1 2  Green 2003, tr. 37.
28. 1 2  Hooke 2004.
29. 1 2  Kramer 1961, tr. 52.
30. 1 2 3  Kramer 1961, tr. 53.
31. ↑  Kramer 1961, tr. 49–50.
32. ↑  Kramer 1961, tr. 50.
33. 1 2  Kramer 1961, tr. 51.
34. 1 2  Penglase 1994, tr. 68.
35. ↑  Leick 1991, tr. 9.
36. ↑  Leick 1991, tr. 9–10.
37. ↑  Black & Green 1992, tr. 173.
38. 1 2 3 4 5 6 7  Leick 1991, tr. 10.